# English Football League Championship
La English Football League Championship (conocida por razones de patrocinio como Sky Bet Championship y referida popularmente como Championship) es la segunda división del Sistema de ligas de fútbol de Inglaterra y la máxima competición futbolística de la English Football League. Cada año, tres equipos ascienden a la Premier League (los dos primeros de manera directa y el tercero después de un playoff) y los tres últimos clasificados descienden a la League One.
La competición en su actual formato fue creada en la temporada 2004–05, por lo que sustituyó al anterior Football League First Division (1992–2004) y antes a la Division Two (1892-1992). Los ganadores del Championship reciben el trofeo de la Football League Championship, el mismo trofeo que los antiguos campeones de la First Division recibían antes del inicio de la Premier League en 1992.
La Championship es la segunda división de fútbol más rica del mundo y la séptima división con mejores finanzas de Europa.

## Historia
Para la historia antes de 2004, ver Football League First Division y Segunda División de Inglaterra
En su primera temporada de 2004-05, la Football League Championship anunció una asistencia total (incluyendo postemporada) de 9,8 millones de espectadores, que según se dijo era la cuarta asistencia total más alta del fútbol europeo, detrás de la FA Premier League (12,88 millones), la Liga española (11,57 millones) y la Bundesliga (10,92 millones), pero superando a la Serie A italiana (9,77 millones) y la Ligue 1 francesa (8,17 millones). Las cifras totales fueron ayudados en parte por la presencia de 24 clubes, en comparación con los 20 clubes tanto de la Serie A y la Ligue 1, y los 18 de la Bundesliga. Un factor importante para el éxito de la competencia proviene de los ingresos por derechos de televisión.
El 30 de septiembre de 2009, Coca-Cola anunció que pondría fin a su acuerdo de patrocinio con la Football League Championship al final de la temporada 2009-10. El 16 de marzo de 2010, RWE npower fue anunciado como el nuevo patrocinador de la liga de Fútbol, y desde el inicio de la temporada de la Liga 2010-11 de fútbol hasta el final de la temporada 2012-13, el campeonato de la liga de fútbol fue conocido como el Npower Championship.
El 18 de julio de 2013, la casa de apuestas del Reino Unido Sky Bet anunció un nuevo contrato de cinco años para patrocinar la liga.

## Formato
Hay 24 equipos en la English Football League Championship. Durante cada temporada (desde agosto hasta mayo), cada equipo se enfrenta dos veces con el resto, una vez en su estadio y otra en el de sus contrincantes, en un total de 46 partidos por cada equipo. Al final de cada temporada los dos primeros equipos de la clasificación, más el ganador del play-off (torneo reducido) que se desarrolla entre los equipos que están entre el tercer y sexto lugar, ascienden a la Premier League y son sustituidos por los tres peores de la Premier League.
Asimismo, los tres equipos que finalicen en el fondo de la tabla de posiciones, bajan a la English Football League One, y son reemplazados por los dos primeros equipos de la clasificación, más el ganador del playoff que se desarrolla entre los equipos que están entre el tercer y sexto lugar de esa división.

## Equipos participantes en la temporada 2019-20
| Equipo                    | Posición última temporada | Localización               | Estadios                        | Capacidad |
| ------------------------- | ------------------------- | -------------------------- | ------------------------------- | --------- |
| Blackburn Rovers          | 19.º                      | Blackburn                  | Ewood Park                      | 31 367    |
| Bristol City              | 11.º                      | Bristol                    | Ashton Gate                     | 27 000    |
| Burnley                   | 19.º en Premier League    | Burnley                    | Turf Moor                       | 22 000    |
| Cardiff City              | 12.º                      | Cardiff                    | Cardiff City Stadium            | 33 316    |
| Coventry City             | 9.º                       | Coventry                   | Coventry Building Society Arena | 32 609    |
| Derby County              | 2.º en League One         | Derby                      | Pride Park Stadium              | 33 597    |
| Hull City                 | 7.º                       | Kingston upon Hull         | MKM Stadium                     | 25 400    |
| Leeds United F. C.        | 3.º                       | Leeds                      | Elland Road                     | 40 000    |
| Luton Town                | 18.º en Premier League    | Luton                      | Kenilworth Road                 | 10 356    |
| Middlesbrough             | 8.º                       | Middlesbrough              | Riverside Stadium               | 34 742    |
| Millwall                  | 13.º                      | Londres (South Bermondsey) | The Den                         | 20 146    |
| Norwich City              | 6.º                       | Norwich                    | Carrow Road                     | 27 244    |
| Oxford United             | 5.º en League One         | Oxford                     | Kassam Stadium                  | 12 500    |
| Plymouth Argyle F. C.     | 21.º                      | Plymouth                   | Home Park                       | 17 900    |
| Portsmouth                | 1.º en League One         | Portsmouth                 | Fratton Park                    | 21 100    |
| Preston North End         | 10.º                      | Preston                    | Deepdale                        | 23 408    |
| Queens Park Rangers       | 18.º                      | London (Shepherd's Bush)   | Kiyan Prince Foundation Stadium | 18 360    |
| Sheffield United          | 20.º en Premier League    | Sheffield                  | Bramall Lane                    | 32 050    |
| Sheffield Wednesday F. C. | 20.º                      | Sheffield                  | Estadio Hillsborough            | 39 732    |
| Stoke City                | 17.º                      | Stoke-on-Trent             | bet365 Stadium                  | 30 089    |
| Sunderland                | 16.º                      | Sunderland                 | Stadium of Light                | 49 000    |
| Swansea City              | 14.º                      | Swansea                    | Liberty Stadium                 | 21 088    |
| Watford                   | 15.º                      | Watford                    | Vicarage Road                   | 22 200    |
| West Bromwich Albion      | 5.º                       | West Bromwich              | The Hawthorns                   | 26 688    |

## Palmarés
- Segunda categoría de Inglaterra desde 1992/93, año de inicio de la Premier League.
- El tercer ascenso se disputa en forma de torneo reducido entre los clubes clasificados entre el 3° y 6° lugar.

| Temporada                            | Campeón                        | Subcampeón                     | Torneo reducido                | Máximo Goleador                | Club                           | Goles                          |
| Football League First Division       | Football League First Division | Football League First Division | Football League First Division | Football League First Division | Football League First Division | Football League First Division |
| ------------------------------------ | ------------------------------ | ------------------------------ | ------------------------------ | ------------------------------ | ------------------------------ | ------------------------------ |
| 1992-93                              | Newcastle United (1)           | West Ham United                | Swindon Town                   | Guy Whittingham                | Portsmouth                     | 42                             |
| 1993-94                              | Crystal Palace (1)             | Nottingham Forest              | Leicester City                 | John McGinlay                  | Bolton Wanderers               | 25                             |
| 1994-95                              | Middlesbrough (1)              | Reading                        | Bolton Wanderers               | John Aldridge                  | Tranmere Rovers                | 24                             |
| 1995-96                              | Sunderland (1)                 | Derby County                   | Leicester City                 | John Aldridge                  | Tranmere Rovers                | 27                             |
| 1996-97                              | Bolton Wanderers (1)           | Barnsley                       | Crystal Palace                 | John McGinlay                  | Bolton Wanderers               | 24                             |
| 1997-98                              | Nottingham Forest (1)          | Middlesbrough                  | Charlton Athletic              | Pierre van Hooijdonk           | Nottingham Forest              | 29                             |
| 1998-99                              | Sunderland (2)                 | Bradford City                  | Watford                        | Lee Hughes                     | West Bromwich Albion           | 31                             |
| 1999-00                              | Charlton Athletic (1)          | Manchester City                | Ipswich Town                   | Andy Hunt                      | Charlton Athletic              | 24                             |
| 2000-01                              | Fulham (1)                     | Blackburn Rovers               | Bolton Wanderers               | Louis Saha                     | Fulham                         | 27                             |
| 2001-02                              | Manchester City (1)            | West Bromwich Albion           | Birmingham City                | Shaun Goater                   | Manchester City                | 28                             |
| 2002-03                              | Portsmouth (1)                 | Leicester City                 | Wolverhampton Wanderers        | Svetoslav Todorov              | Crystal Palace                 | 26                             |
| 2003-04                              | Norwich City (1)               | West Bromwich Albion           | Crystal Palace                 | Andy Johnson                   | Crystal Palace                 | 28                             |
| English Football League Championship |                                |                                |                                |                                |                                |                                |
| 2004-05                              | Sunderland (3)                 | Wigan Athletic                 | West Ham United                | Nathan Ellington               | Wigan Athletic                 | 24                             |
| 2005-06                              | Reading (1)                    | Sheffield United               | Watford                        | Marlon King                    | Watford                        | 21                             |
| 2006-07                              | Sunderland (4)                 | Birmingham City                | Derby County                   | Jamie Cureton                  | Colchester United              | 23                             |
| 2007-08                              | West Bromwich Albion (1)       | Stoke City                     | Hull City                      | Sylvan Ebanks-Blake            | Wolverhampton Wanderers        | 23                             |
| 2008-09                              | Wolverhampton Wand. (1)        | Birmingham City                | Burnley                        | Sylvan Ebanks-Blake            | Wolverhampton Wanderers        | 25                             |
| 2009-10                              | Newcastle United (2)           | West Bromwich Albion           | Blackpool                      | Peter Whittingham              | Cardiff City                   | 23                             |
| 2010-11                              | Queens Park Rangers (1)        | Norwich City                   | Swansea City                   | Rickie Lambert                 | Southampton                    | 31                             |
| 2011-12                              | Reading (2)                    | Southampton                    | West Ham United                | Rickie Lambert                 | Southampton                    | 27                             |
| 2012-13                              | Cardiff City (1)               | Hull City                      | Crystal Palace                 | Glenn Murray                   | Crystal Palace                 | 30                             |
| 2013-14                              | Leicester City (1)             | Burnley                        | Queens Park Rangers            | Ross McCormack                 | Leeds United                   | 28                             |
| 2014-15                              | Bournemouth (1)                | Watford                        | Norwich City                   | Daryl Murphy                   | Ipswich Town                   | 27                             |
| 2015-16                              | Burnley (1)                    | Middlesbrough                  | Hull City                      | Andre Gray                     | Burnley                        | 25                             |
| 2016-17                              | Newcastle United (3)           | Brighton & Hove Albion         | Huddersfield Town              | Chris Wood                     | Leeds United                   | 27                             |
| 2017-18                              | Wolverhampton Wand. (2)        | Cardiff City                   | Fulham                         | Matěj Vydra                    | Derby County                   | 21                             |
| 2018-19                              | Norwich City (2)               | Sheffield United               | Aston Villa                    | Teemu Pukki                    | Norwich City                   | 28                             |
| 2019-20                              | Leeds United (1)               | West Bromwich Albion           | Fulham                         | Aleksandar Mitrović            | Fulham                         | 26                             |
| 2020-21                              | Norwich City (3)               | Watford                        | Brentford                      | Ivan Toney                     | Brentford                      | 33                             |
| 2021-22                              | Fulham (2)                     | Bournemouth                    | Nottingham Forest              | Aleksandar Mitrović            | Fulham                         | 43                             |
| 2022-23                              | Burnley (2)                    | Sheffield United               | Luton Town                     | Chuba Akpom                    | Middlesbrough                  | 22                             |
| 2023-24                              | Leicester City (2)             | Ipswich Town                   | Southampton                    | Sammie Szmodics                | Blackburn Rovers               | 27                             |
| 2024-25                              | Leeds United (2)               | Burnley                        | Sunderland                     | Joël Piroe                     | Leeds United                   | 19                             |

## Títulos por equipo
| Club                    | Títulos | Subtítulos | Años campeón           |
| ----------------------- | ------- | ---------- | ---------------------- |
| Sunderland              | 4       | -          | 1996, 1999, 2005, 2007 |
| Norwich City            | 3       | 1          | 2004, 2019, 2021       |
| Newcastle United        | 3       | -          | 1993, 2010, 2017       |
| Burnley                 | 2       | 2          | 2016, 2023             |
| Reading                 | 2       | 1          | 2006, 2012             |
| Leicester City          | 2       | 1          | 2014, 2024             |
| Wolverhampton Wanderers | 2       | -          | 2009, 2018             |
| Fulham                  | 2       | -          | 2001, 2022             |
| Leeds United            | 2       | -          | 2020, 2025             |
| West Bromwich Albion    | 1       | 3          | 2008                   |
| Bournemouth             | 1       | 2          | 2015                   |
| Middlesbrough           | 1       | 2          | 1995                   |
| Nottingham Forest       | 1       | 1          | 1998                   |
| Manchester City         | 1       | 1          | 2002                   |
| Cardiff City            | 1       | 1          | 2013                   |
| Crystal Palace          | 1       | -          | 1994                   |
| Bolton Wanderers        | 1       | -          | 1997                   |
| Charlton Athletic       | 1       | -          | 2000                   |
| Portsmouth              | 1       | -          | 2003                   |
| Queens Park Rangers     | 1       | -          | 2011                   |
| Sheffield United        | -       | 2          | -----                  |
| Hull City               | -       | 1          | -----                  |
| West Ham United         | -       | 1          | -----                  |
| Derby County            | -       | 1          | -----                  |
| Barnsley                | -       | 1          | -----                  |
| Bradford City           | -       | 1          | -----                  |
| Blackburn Rovers        | -       | 1          | -----                  |
| Wigan Athletic          | -       | 1          | -----                  |
| Stoke City              | -       | 1          | -----                  |
| Watford                 | -       | 1          | ---                    |
| Brighton & Hove Albion  | -       | 1          | -----                  |
| Southampton             | -       | 1          | -----                  |
| Ipswich Town            | -       | 1          | -----                  |